# Say Say Say (Waiting 4 U)
Say Say Say (Waiting 4 U) è un singolo del gruppo musicale olandese Hi Tack, pubblicato il 6 dicembre 2005. Il brano è un campionamento della canzone Say Say Say di Paul McCartney e Michael Jackson del 1983. La canzone ha raggiunto la posizione numero tre in Finlandia, numero quattro nel Regno Unito, e il numero otto in Irlanda. È entrata, inoltre, nelle classifiche di paesi come l'Olanda, la Danimarca, il Belgio e la Francia.

## Tracce

### Versione 12"
Lato A
Testi di Paul McCartney, Michael Jackson, musiche di Hi Tack.
1. Say Say Say (Waiting 4 U) (Radio Edit) – 2:44
2. Say Say Say (Waiting 4 U) (Original) – 7:34
3. Say Say Say (Waiting 4 U) (Tocadisco's Not Guilty Remix) – 5:46
4. Say Say Say (Waiting 4 U) (Delano Crocketts Late Nite Dub Mix) – 3:20

Lato B
1. Beats 4 U (musica: Groeneveld & Van der Zwan)